# Тюрингенський кріль
Кролики породи Тюрингенский, — це порода середніх за розміром кроликів м'ясо-шкуркового напрямку. Цей красивий цікавий кролик поширений в країнах Західної Європи, де він здобув любов і у професійних розвідників, і у господарів домашніх кроликів.

## Історія
Порода була виведена в Німеччині, в землях Тюрінгії на початку XX століття, імовірно порода утворилася шляхом схрещування кролів породи Фландр, кроликів Аржент і Гімалайських (Російських горностаєвих) кроликів.

## Біологічні характеристики
Цінність представляє смачне і корисне м'ясо і шикарна шовковиста шкурка кроликів.
Тюрінгенський кролики в середньому важать 3,5-4,5 кілограм. Тулуб щільний округлий і кремезний. Голова широка трохи плеската прилягає близько до тіла через коротку шию. Очі темно-коричневі. Вуха прямі, трохи більше 10 см в довжину, V-подібні, заокруглені. Ноги м'язисті середньої довжини. Колір шерсті жовто-пісочний з темними плямами.
Кроленята народжуються одноколірні, а дорослішаючи, покриваються темними ділянками (це остьове волосся синяво-чорного кольору). Хутро у Тюрінгенських кроликів гладке, блискуче, густе з привабливими відтінками. Темні у Тюрінгенський кролика морда, вуха, нижня частина тулуба (включаючи ноги і хвіст). Залежно від сезону, як і у багатьох інших кроликів, у Тюрінгенського кролика трохи змінюється відтінок вовни (стає світліше, темніше).
Тюрингенский кролик розводиться на м'ясо, так само дуже цінується шкурка з шикарною щільною шерстю, красивою зовні, шовковистою. Досвід зарубіжних селекціонерів показує, що при розведенні Тюрінгенський кроликів утримати характеристики породи досить складно, особливо в умовах обмеженого матеріалу (кроленят), яке спостерігається в країнах СНД. Тому, а так само через достатньої кількості порід-субститутів (зі схожими основними параметрами з Тюрінгенським кроликом), які до того ж більш пристосовані до наших умов утримання, дана, безсумнівно хороша порода, на жаль, поки не отримує у нас широкого поширення.
В європейських сім'ях не рідкість тримати тюрінгера як домашнього вихованця. Тюрингенский кролик доброзичливий, живий, та до того ж розкішний і незвичайний зовні. Особливий догляд не потрібно, стежити необхідно так само, як і за іншими кроликами середнього розміру і довжиною волосяного покриву.